# Karanggedang (Sidareja)
Karanggedang is een bestuurslaag in het regentschap Cilacap van de provincie Midden-Java, Indonesië. Karanggedang telt 3189 inwoners (volkstelling 2010).